# Stephanopachys quadricollis
Stephanopachys quadricollis é uma espécie de insetos coleópteros polífagos pertencente à família Bostrichidae.
A autoridade científica da espécie é Marseul, tendo sido descrita no ano de 1878.
Trata-se de uma espécie presente no território português.